# Noème (rhétorique)
Pour les articles homonymes, voir Noème.
En rhétorique, un noème est une « figure macrostructurale » (c’est-à-dire une figure dont l’existence n’est pas manifeste ni toujours matériellement isolable), de l’espèce de la sentence, constituant une réflexion de portée générale, du type de la maxime morale, dont les constituants formels ont justement une valeur linguistique de généralisation. Il est souvent bâti sur des oppositions, des parallèles ou des comparaisons. 
Un cas particulier de noème est celui du discours bref ou du genre de la maxime, qui se situe dans un macrocontexte culturel élargi.
Exemple : « Jeunesse du prince, source des belles fortunes. » (La Bruyère)